# Bandiougou Fadiga
Bandiougou Fadiga  (París, 15 de enero de 2001) es un futbolista franco-maliense. Juega como centrocampista en el F. C. Lorient de la Ligue 1.

## Trayectoria
Nació el 15 de enero de 2001, en la ciudad de París, Francia. Pese a que sus padres sean malienses, se crio en Europa. Llegaría a las inferiores del París Saint-Germain en 2016. El 16 de septiembre de 2020 debutó con el primer equipo del club, ingresando por Pablo Sarabia, en lo que sería una victoria 1-0 frente al F. C. Metz.
El 1 de febrero de 2021 se marchó cedido al Stade Brestois 29 hasta el mes de junio. Un año después se marchó definitivamente al Olympiacos de El Pireo, que en agosto lo cedió al Ionikos de Nicea.
El 14 de agosto de 2024 fichó por el F. C. Lorient y firmó por cuatro años.

## Clubes
- Actualizado hasta el 18 de abril de 2021.

| Club                                                      | Div.                | Temporada           | Liga  | Liga  | Copas nacionales(1) | Copas nacionales(1) | Torneos internacionales | Torneos internacionales | Total | Total |
| Club                                                      | Div.                | Temporada           | Part. | Goles | Part.               | Goles               | Part.                   | Goles                   | Part. | Goles |
| --------------------------------------------------------- | ------------------- | ------------------- | ----- | ----- | ------------------- | ------------------- | ----------------------- | ----------------------- | ----- | ----- |
| París Saint-Germain Francia                               | 1.ª                 | 2020-21             | 6     | 0     | 0                   | 0                   | 0                       | 0                       | 6     | 0     |
| París Saint-Germain Francia                               | Total club          | Total club          | 6     | 0     | 0                   | 0                   | 0                       | 0                       | 6     | 0     |
| Stade Brestois 29 Francia                                 | 1.ª                 | 2020-21             | 4     | 0     | 2                   | 0                   | ―                       | ―                       | 6     | 0     |
| Stade Brestois 29 Francia                                 | Total club          | Total club          | 4     | 0     | 2                   | 0                   | 0                       | 0                       | 6     | 0     |
| Total en su carrera                                       | Total en su carrera | Total en su carrera | 10    | 0     | 2                   | 0                   | 0                       | 0                       | 12    | 0     |
| (1) Las copas nacionales se refiere a la Copa de Francia. |                     |                     |       |       |                     |                     |                         |                         |       |       |

## Palmarés

### Títulos nacionales
| Título               | Club                   | País    | Año  |
| -------------------- | ---------------------- | ------- | ---- |
| Supercopa de Francia | Paris Saint-Germain    | Francia | 2020 |
| Superliga de Grecia  | Olympiacos de El Pireo | Grecia  | 2022 |